# Мехмед паша Табанъясъ
Мехмед паша Табанъясъ е османски държавник от XVII век, велик везир на Османската империя от 1632 до 1637 година.

## Биография
Роден е в македонския град Драма и по произход е албанец. Валия е на Египет от септември 1628 до октомври 1630 година. Служи като велик везир от 18 май 1632 до 2 февруари 1637 при султан Мурад IV.
В ранните години на управлението си той има подкрепата на султана, заради заслугите си в кампанията в Северозападен Иран, известна като кампанията за Реван. Но след като султанът се връща в Цариград, Мехмед паша не успява да удържи крепостта Реван при персийската контраатака и султанът го уволнява от поста велик везир. По-късно е назначен за управител в Силистра. През май 1637 година Мехмед IV го заподозира и го обвинява в опит за вдигане на бунт. Мехмед паша е първоначално затворен в Еди куле и след това екзекутиран чрез удавяне на 2 февруари 1637 година.